# 菲涅耳衍射

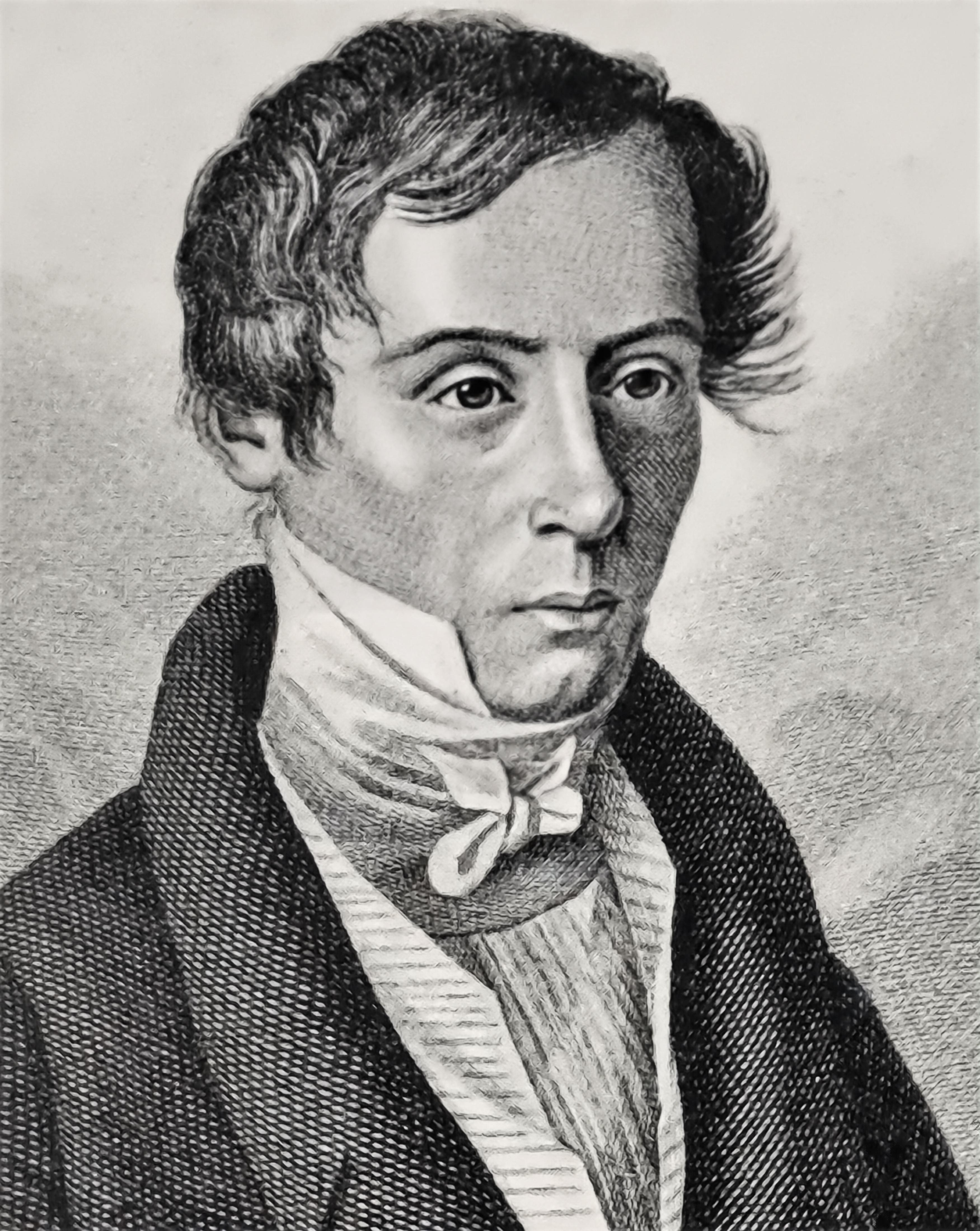
奧古斯丁·菲涅耳

在光學裏，菲涅耳衍射（Fresnel diffraction），又稱近場繞射（Near-field diffraction），指的是光波在近場區域的衍射。菲涅耳衍射積分式可以用來計算光波在近場區域的傳播，因法國物理學者奥古斯丁·菲涅耳而命名，是基爾霍夫衍射公式的近似。
從每一個光學系統特徵的菲涅耳數，可以辨別光波傳播的區域是近場還是遠場。設想光波入射於任意孔徑，對於這光學系統，菲涅耳數定義為
{\displaystyle F\ {\stackrel {def}{=}}\ {\frac {a^{2}}{L\lambda }}} ；
其中，{\displaystyle a} 是孔徑的尺寸，{\displaystyle L} 是孔徑與觀察屏之間的距離，{\displaystyle \lambda } 是入射波的波長。
假若 {\displaystyle F\gtrsim 1} ，則衍射波是處於近場，可以使用菲涅耳衍射積分式來計算其物理性質。

## 菲涅耳衍射

衍射示意圖：照射光波於開有孔徑的擋板，會在擋板後方區域產生菲涅耳衍射，從而形成波擾於點P。

假設照射光波於開有孔徑的不透明擋板，則會有衍射圖樣出現於觀察屏。根據惠更斯-菲涅耳原理，從孔徑內部任意點次波源Q發射出的圓球面次波，在觀察屏點P的波擾 {\displaystyle \psi (x,y,z)} 為
{\displaystyle \psi (x,y,z)=-\ {\frac {i}{\lambda }}\int _{\mathbb {S} }\psi (x',y',0){\frac {e^{ikR}}{R}}K(\chi )\ \mathrm {d} x'\mathrm {d} y'} ；
其中，{\displaystyle \mathbf {r} =(x,y,z)} 是點P的直角坐標，{\displaystyle \mathbf {r} '=(x',y',0)} 是點Q的直角坐標，{\displaystyle \lambda } 是波長，{\displaystyle \mathbb {S} } 是積分平面（孔徑），{\displaystyle \psi (x',y',0)} 是位於點次波源Q的波擾，{\displaystyle \mathbf {R} } 是從點Q到點P的位移向量，{\displaystyle R} 是 {\displaystyle \mathbf {R} } 的數值大小，{\displaystyle K(\chi )} 是傾斜因子，{\displaystyle \chi } 是垂直於孔徑平面的法向量與 {\displaystyle \mathbf {R} } 之間的夾角。
古斯塔夫·基爾霍夫給出了傾斜因子 {\displaystyle K(\chi )} 的表達式：
{\displaystyle K(\chi )={\frac {1}{2}}(1+\cos \chi )} 。
除了最簡單的衍射案例以外，幾乎不可能找到這積分式的解析解。通常，必須使用數值分析方法來解析這積分式。

### 菲涅耳近似
為了要計算這積分式的解答，必須先使積分項目更簡單化。設定
{\displaystyle \rho ={\sqrt {(x-x')^{2}+(y-y')^{2}}}} 。
{\displaystyle (x',y',0)} 與 {\displaystyle (x,y,z)} 之間的距離 {\displaystyle R} 可以以泰勒級數表示為
{\displaystyle {\begin{aligned}R&={\sqrt {(x-x')^{2}+(y-y')^{2}+z^{2}}}={\sqrt {\rho ^{2}+z^{2}}}\\&=z{\sqrt {1+{\frac {\rho ^{2}}{z^{2}}}}}\\&=z\left[1+{\frac {\rho ^{2}}{2z^{2}}}-{\frac {1}{8}}\left({\frac {\rho ^{2}}{z^{2}}}\right)^{2}+\cdots \right]\\&=z+{\frac {\rho ^{2}}{2z}}-{\frac {\rho ^{4}}{8z^{3}}}+\cdots \\\end{aligned}}}。
假若保留所有項目，則這級數式為精確解。將這 {\displaystyle R} 的級數式代入被積函數的相位。菲涅耳近似的要點是在假定級數式的第三個項目非常微小，可以被忽略。為了達到這目的，第三個項目必須超小於相位的週期 {\displaystyle 2\pi } ：
{\displaystyle {\frac {k\rho ^{4}}{8z^{3}}}\ll 2\pi } 。
改換以波長 {\displaystyle \lambda =2\pi /k} 來表達，
{\displaystyle {\frac {\rho ^{4}}{8z^{3}\lambda }}\ll 1} 。
將先前 {\displaystyle \rho } 的表達式代入， 
{\displaystyle {\frac {[(x-x')^{2}+(y-y')^{2}]^{2}}{8z^{3}\lambda }}\ll 1} 。
假若，對於所有 {\displaystyle (x',y',0)} 與 {\displaystyle (x,y,z)} 的可能值，這條件成立，則泰勒級數式的第三個項目和更高階項目都可以忽略。
從這些論述，{\displaystyle R} 可以近似為
{\displaystyle R\approx z+{\frac {\rho ^{2}}{2z}}=z+{\frac {(x-x')^{2}+(y-y')^{2}}{2z}}} 。
這方程式稱為「菲涅耳近似」。這近似成立的條件是上述不等式。
例如，對於半徑為1mm的圓孔，假設觀察屏區域的半徑也是1mm，入射波的波長為500nm，則近似成立的條件為
{\displaystyle z\gg \left({\frac {\rho ^{4}}{8\lambda }}\right)^{1/3}=\left[{\frac {0.002^{4}}{8\cdot 500\cdot 10^{-9}}}\right]^{1/3}\approx 0.016[m]} 。
圓孔與觀察屏之間的距離 {\displaystyle z} 必須超大於16mm。實際而言，這條件太過嚴苛，從數值分析的結果，只要圓孔與觀察屏之間的距離 {\displaystyle z} 大於16mm就行了。

### 菲涅耳衍射積分式
| 菲涅耳數 {\displaystyle F=a^{2}/L\lambda }                                                                       |
| 菲涅耳衍射區域：{\displaystyle F\geq 1} 夫朗和斐繞射區域：{\displaystyle F\ll 1}                                 |
| {\displaystyle a} － 孔徑或狹縫的尺寸 {\displaystyle \lambda } － 波長 {\displaystyle L} － 離開孔徑或狹縫的距離 |

假設孔徑尺寸超小於傳播路徑長度，則 {\displaystyle K(\chi )\approx 1} 。特別是在z-軸附近的小範圍區域，{\displaystyle x,y\ll z} ，分母的 {\displaystyle R} ，可以近似為 {\displaystyle R\approx z} ，只取至線性項目。現在，採用菲涅耳近似，則在位置 {\displaystyle (x,y,z)} 的波擾為
{\displaystyle \psi (x,y,z)=-\ {\frac {ie^{ikz}}{\lambda z}}\int _{\mathbb {S} }\psi (x',y',0)e^{ik[(x-x')^{2}+(y-y')^{2}]/2z}\ \mathrm {d} x'\mathrm {d} y'} 。
這就是「菲涅耳衍射積分式」。仔細推敲這積分式的含意，假設菲涅耳近似成立，則位於孔徑的次波源發射出的圓球面次波，會沿著z-軸方向，傳播到觀察屏。整個積分調製圓球面波的波幅與相位。只有對於少數案例，這方程式存在分析解答。
更進一步近似，將 {\displaystyle e^{ikR}} 近似為 {\displaystyle e^{ikz}} ，相位部分僅取至線性項目，這只有當觀察屏與孔徑之間的距離超遠時才成立，請參閱條目夫朗和斐繞射。菲涅耳衍射與夫琅禾费衍射不同的地方，主要是菲涅耳衍射將波前的曲率納入考量，這是為了要精確計算相互干涉的波擾彼此之間的相對相位。

### 圓孔衍射

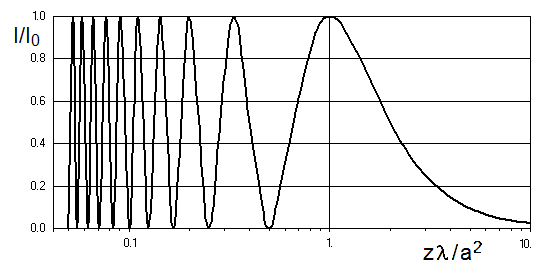
輻照度比率對無量綱距離圖。

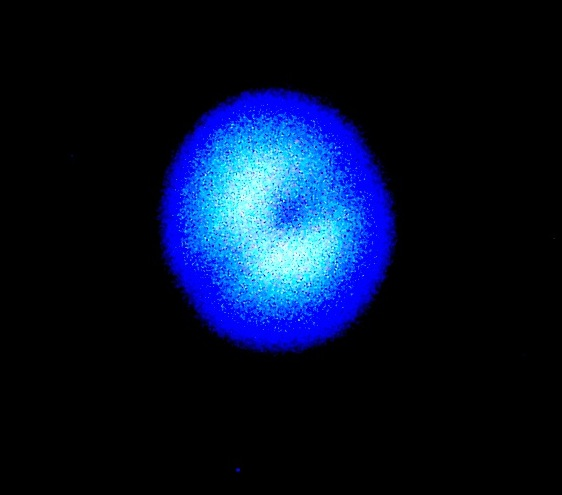
照射光波於開有孔徑的擋板，會在擋板後方區域產生菲涅耳衍射，因此在觀察屏會出現光斑。注意到在光斑的中心有一個黑點，這裏的輻照度等於零，夫朗和斐繞射不會在光斑的中心產生這黑點。

轴上照度
假設孔徑是半徑為 {\displaystyle a} 的圓孔，首先計算沿著中心軸的波擾， {\displaystyle x,y=0} ，又假設入射波是波幅為 {\displaystyle \psi _{0}} 、朝著z-軸傳播的平面波。
根據菲涅耳衍射積分式，
{\displaystyle \psi (0,0,z)=-\ {\frac {ie^{ikz}\psi _{0}}{\lambda z}}\int _{\mathbb {S} }e^{ik(x'^{2}+y'^{2})/2z}\ \mathrm {d} x'\mathrm {d} y'} 。
改採極坐標 {\displaystyle (\rho ',\theta ')} ，
{\displaystyle {\begin{aligned}\psi (0,0,z)&=-\ {\frac {ie^{ikz}\psi _{0}}{\lambda z}}\int _{0}^{a}e^{ik\rho '^{2}/2z}\ \rho '\mathrm {d} \rho '\\&=-\psi _{0}e^{ikz}(e^{ika^{2}/2z}-1)\\\end{aligned}}} 。
輻照度 {\displaystyle I(z)} 為
{\displaystyle I(z)=\psi ^{*}\psi /2=\psi _{0}^{\ 2}\ 2\sin ^{2}(ka^{2}/4z)=I_{0}\sin ^{2}(ka^{2}/4z)} 。
從這函數繪製的輻照度比率對無量綱距離圖展示出，離孔徑越近，震盪越劇烈。這區域是菲涅耳衍射區域。在這區域裏，輻照度的極值點分別為
- 極大值：當 {\displaystyle z={\frac {a^{2}}{2n\lambda }},\qquad n=1,2,3,\dots } 。
- 極小值：當 {\displaystyle z={\frac {a^{2}}{(2n-1)\lambda }},\qquad n=1,2,3,\dots } 。

離孔徑越遠，兩個相鄰極值點之間的間隔越大，{\displaystyle z=a^{2}/\lambda } 是最後一個極值點。遠於這距離，輻照度呈單調遞減。通常，物理學者規定菲涅耳衍射區域的菲涅耳數大於或等於1，這對應於 {\displaystyle Z_{F}=a^{2}/\lambda } 為分界點；超遠於這分界點，是夫朗和斐繞射區域，可以使用夫朗和斐近似，數學計算比較簡單很多。
例如，對於半徑為1mm的圓孔，假設入射波的波長為500nm，則 {\displaystyle Z_{F}} 為
{\displaystyle Z_{F}={\frac {0.001^{2}}{500\cdot 10^{-9}}}\approx 2[m]} 。
總結，孔徑與觀察屏之間的距離在2m以內是菲涅耳衍射區域，以外是夫朗和斐繞射區域。

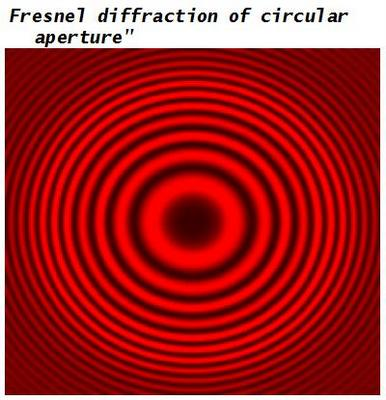
通过隆梅尔函数计算的菲涅耳圆孔衍射图
中心可能是黑班或白斑，此图为黑斑

轴侧照度
{\displaystyle I=\left(V_{0}-\cos \left({\frac {u^{2}+v^{2}}{2u}}\right)\right)^{2}+\left(V_{1}-\sin \left({\frac {u^{2}+v^{2}}{2u}}\right)\right)^{2}}
其中 {\displaystyle V_{m}}是二元隆梅尔函数(Lommel function)
{\displaystyle V_{m}=\sum _{n=0}^{\infty }*((-1)^{n}*({\frac {v}{u}})^{2*n+m}*J_{2n+m}(v))}
{\displaystyle J_{2n+m}(v)} 为 第一类{\displaystyle 2n+m} 阶贝塞尔函数

### 圆盘衍射
圆盘衍射在轴上的强度为
{\displaystyle I=I_{0}*\lambda ^{2}/4}

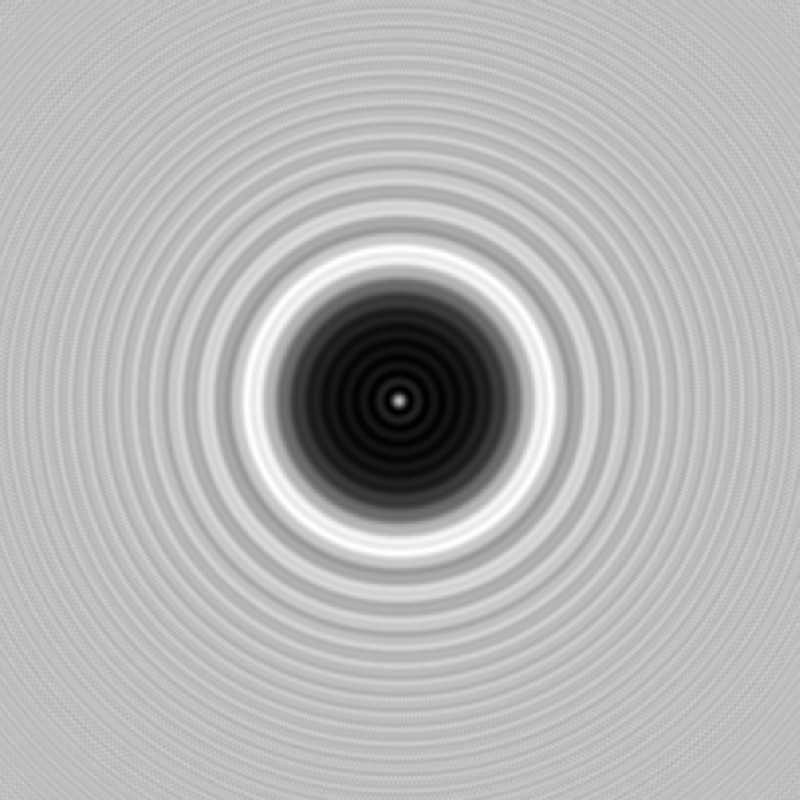
泊松光斑

因此圆盘衍射的轴上强度，和波长的平方成正比，而与圆盘的直径、与圆盘的距离无关，所以衍射图形的中心一定是个亮点。这个亮点称为泊松光斑。菲涅耳圆孔衍射图形的中心点，根据圆孔直径和距离之不同，可以是亮点，也可以是暗点。

### 单缝衍射
菲涅耳单缝衍射的强度分布为：.
{\displaystyle I=(Cp(Y)-Cq(Y))^{2}+(Sp(Y)-Sq(Y))^{2}}
其中 Cp,Cq 为余弦菲涅耳积分：
{\displaystyle Cp(Y):=\int _{0}^{p}(\cos((1/2)*\pi *t^{2})\,dt}
{\displaystyle Cq(Y)=\int _{0}^{q}(\cos((1/2)*\pi *t^{2})\,dt};

Sp,Sq 为正弦菲涅耳积分：
{\displaystyle Sp(Y):=\int _{0}^{p}(\sin((1/2)*\pi *t^{2})\,dt}
{\displaystyle Sq(Y)=\int _{0}^{q}(\sin((1/2)*\pi *t^{2})\,dt};

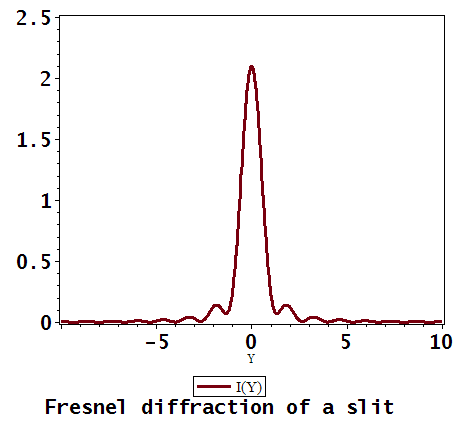
菲涅尔单缝衍射

菲涅耳单缝衍射图形与夫琅禾费单缝衍射明显不同之处在于前者的第一个极小值不等于0（如图），而后者为0。

### 直边衍射

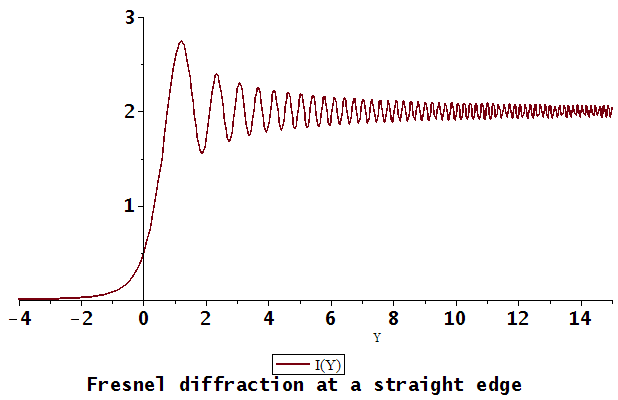
菲涅尔直边衍射

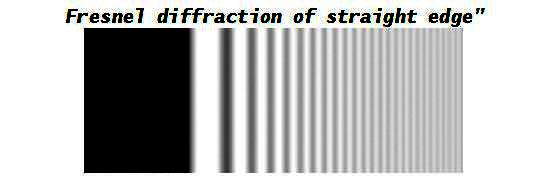
菲涅耳直边衍射

一个平面波通过与光线传播方向垂直的不透明直边，

其菲涅耳直边衍射的强度分布为：.
{\displaystyle I=(Cp(Y)+0.5)^{2}+(Sp(Y)+0.5))^{2}}
其中 Cq 为余弦菲涅耳积分：

{\displaystyle Cq(Y)=\int _{0}^{q}(\cos((1/2)*\pi *t^{2})\,dt};
Sp 为正弦菲涅耳积分：
{\displaystyle Sp(Y):=\int _{0}^{p}(\sin((1/2)*\pi *t^{2})\,dt}

菲涅尔直边衍射图样在几何阴影区附近强度不为零，在明亮区间，光强以阻尼振动形式逐渐衰减至一个稳定数值

## 進階理論

### 卷積
設定函數 {\displaystyle h(x,y,z)} 為
{\displaystyle h(x,y,z)=-\ {\frac {ie^{ikz}}{\lambda z}}e^{i{\frac {k}{2z}}(x^{2}+y^{2})}} 。
波擾 {\displaystyle \psi (x,y,z)} 可以寫為卷積形式：
{\displaystyle \psi (x,y,z)=\iint \limits _{-\infty }^{\ \ \ \infty }\psi (x',y',0)h(x-x',y-y',z)\ \mathrm {d} x'\mathrm {d} y'} ，
或者，由於z-坐標與積分無關，可以將z-坐標資訊提出，
{\displaystyle \psi _{z}(x,y)=\iint \limits _{-\infty }^{\ \ \ \infty }\psi _{0}(x',y')h_{z}(x-x',y-y')\ \mathrm {d} x'\mathrm {d} y'} ，
這卷積又可以標記為
{\displaystyle \psi _{z}(x,y)=\psi _{0}(x,y)*h_{z}(x,y)} 。
根據卷積定理，函數卷積的傅立葉變換是函數傅立葉變換的乘積，以方程式表達，
{\displaystyle {\mathcal {F}}\{\psi _{z}(x,y)\}={\mathcal {F}}\{\psi _{0}(x,y)*h(x,y)\}={\mathcal {F}}\{\psi _{0}(x,y)\}\cdot {\mathcal {F}}\{h_{z}(x,y)\}} ；
其中，{\displaystyle {\mathcal {F}}\{f(x,y)\}} 是函數 {\displaystyle f(x,y)} 的傅立葉變換。
假設這光學系統是線性系統，滿足空間不變性，即改變波源的位置只會改變衍射圖樣的位置，不會改變衍射圖樣的形狀。這樣，一個有限尺寸波源所產生的衍射圖樣，可以視為是由其每一個點波源所產生的衍射圖樣共同線性疊加而形成。
假設這線性系統的線性算子為 {\displaystyle {\mathcal {L}}} 、輸入函數為 {\displaystyle f(x,y)} 、輸出函數為 {\displaystyle G(X,Y)} ，則這兩個函數之間的關係可以表達為
{\displaystyle G(X,Y)={\mathcal {L}}\{f(x,y)\}} 。
應用狄拉克δ函數的數學性質，
{\displaystyle G(X,Y)={\mathcal {L}}\left\{\iint \limits _{-\infty }^{\ \ \ \infty }f(x',y')\delta (x-x')\delta (y-y')\ \mathrm {d} x'\mathrm {d} y'\right\}} 。
將 {\displaystyle f(x',y')} 視為函數 {\displaystyle \delta (x-x')\delta (y-y')} 權重係數，應用線性系統的性質，可以將積分式寫為
{\displaystyle G(X,Y)=\iint \limits _{-\infty }^{\ \ \ \infty }f(x',y'){\mathcal {L}}\{\delta (x-x')\delta (y-y')\}\ \mathrm {d} x'\mathrm {d} y'} 。
由此推論，表現觀察屏輻照圖案的函數 {\displaystyle h_{z}(x,y)} 是線性系統對於在孔徑位置 {\displaystyle (x',y')} 的狄拉克δ函數所做出的響應，因此稱為脈衝響應。

### 傅立葉變換
定義空間頻率 {\displaystyle K_{x},K_{y}} 為
{\displaystyle K_{x}\ {\stackrel {def}{=}}\ kx/z} 、
{\displaystyle K_{y}\ {\stackrel {def}{=}}\ ky/z} 。
將橫向位移的每一個分量展開，
{\displaystyle (x-x')^{2}=x^{2}+x'^{2}-2xx'} 、
{\displaystyle (y-y')^{2}=y^{2}+y'^{2}-2yy'} ，
則菲涅耳衍射積分式可以以二維傅立葉變換來表達。設定函數 {\displaystyle G(K_{x},K_{y})} 為函數 {\displaystyle g(x',y')} 的傅立葉變換，那麼，根據定義，函數 {\displaystyle G(K_{x},K_{y})} 為
{\displaystyle G(K_{x},K_{y})\ {\stackrel {def}{=}}\ {\mathcal {F}}\left\{g(x',y')\right\}\ {\stackrel {def}{=}}\ \iint \limits _{-\infty }^{\ \ \ \infty }g(x',y')e^{-i(K_{x}x'+K_{y}y')}\ \mathrm {d} x'\mathrm {d} y'} ；
設定函數 {\displaystyle g(x',y')} 為
{\displaystyle g(x',y')=\psi _{0}(x',y')e^{ik(x'^{2}+y'^{2})/2z}} 。
菲涅耳衍射積分式表達為
{\displaystyle {\begin{aligned}\psi _{z}(x,y)&=-\ {\frac {ie^{ikz}}{\lambda z}}e^{ik(x^{2}+y^{2})/2z}\ {\mathcal {F}}\{\psi _{0}(x',y')e^{ik(x'^{2}+y'^{2})/2z}\}\\&=-\ {\frac {ie^{ikz}}{\lambda z}}e^{ik(x^{2}+y^{2})/2z}\ {\mathcal {F}}\{g(x',y')\}\\&=-\ {\frac {ie^{ikz}}{\lambda z}}e^{ik(x^{2}+y^{2})/2z}\ G(K_{x},K_{y})\\&=h_{z}(x,y)\ G(K_{x},K_{y})\\\end{aligned}}}；
其中，函數 {\displaystyle h_{z}(x,y)=-\ {\frac {ie^{ikz}}{\lambda z}}e^{ik(x^{2}+y^{2})/2z}} 。
在做實例計算時，先計算 {\displaystyle g(x',y')} 的傅立葉變換，然後將空間頻率 {\displaystyle K_{x},K_{y}} 替換回原來的變量，最後再乘以 {\displaystyle h_{z}(x,y)} ，就可以得到 {\displaystyle \psi _{z}(x,y)} 。假若 {\displaystyle g(x',y')} 是個常見函數，而且已知道 {\displaystyle g(x',y')} 的傅立葉變換，則這是一種比較精緻的理論方法。更多相關內容，請參閱條目線性標準轉換。

## 原子反射鏡

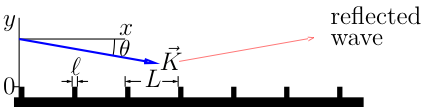
原子反射鏡示意圖，波向量為 的入射波被相隔距離為 的凸脊散射。

由於菲涅耳衍射機制，原子波入射於由物質形成的相互平行凸脊陣列，會被鏡面反射。這效應可以用來實現原子反射鏡。

## 參閱
- 菲涅耳積分
- 菲涅耳波帶（Fresnel zone）
- 基爾霍夫積分定理
- 基爾霍夫衍射公式